# 小行星2418
小行星2418（2418 Voskovec-Werich）是一颗围绕太阳公转的小行星。1971年10月26日，盧波什·科胡特克在汉堡发现了此天体。
該小行星以捷克男演員喬治·沃斯科韋茨和揚·維奇命名。
这颗小行星的绝对星等为32.25956253285759等。